# Marlinton
Marlinton é uma cidade  localizada no estado norte-americano de Virgínia Ocidental, no Condado de Pocahontas.

## Demografia
Segundo o censo norte-americano de 2000, a sua população era de 1204 habitantes.
Em 2006, foi estimada uma população de 1235, um aumento de 31 (2.6%).

## Geografia
De acordo com o United States Census Bureau tem uma área de
6,1 km², dos quais 5,8 km² cobertos por terra e 0,3 km² cobertos por água. Marlinton localiza-se a aproximadamente 655 m acima do nível do mar.

## Localidades na vizinhança
O diagrama seguinte representa as localidades num raio de 40 km ao redor de Marlinton.